# In My Zone (Rhythm & Streets)
In My Zone (Rhythm & Streets) ist das erste Mixtape des US-amerikanischen Musikers Chris Brown. Es erschien am 14. Februar 2010 und ist unter anderem als kostenloser Download erhältlich. Es wurde von DJ Drama und DJ Sense präsentiert und ist Teil von DJ Dramas Gangsta Grillz-Sage.

## Hintergrund
Das Mixtape erschien am 14. Februar 2010 und war Browns erstes Mixtape überhaupt. Im selben Jahr veröffentlichte Brown noch zwei weitere Mixtapes. Eines der Lieder, No Bullshit, wird auch auf dem Mixtape Fan of a Fan (mit Tyga) sowie auf seinem vierten Studioalbum F.A.M.E. verwendet, zudem wurde es nach der Wiederverwendung auch als Single veröffentlicht.

## Titelliste
Quelle
| #   | Titel                          | Länge |
| --- | ------------------------------ | ----- |
| 1.  | Turnt Up                       | 3:04  |
| 2.  | Too Freaky                     | 3:30  |
| 3.  | Convertible                    | 2:49  |
| 4.  | Don’t Lie                      | 2:47  |
| 5.  | Bad (feat. Soulja Boy)         | 3:44  |
| 6.  | Invented Head                  | 2:40  |
| 7.  | Shoes (feat. La the Darkman)   | 3:39  |
| 8.  | Big Booty Judy                 | 3:54  |
| 9.  | Medusa                         | 3:22  |
| 10. | Back Out                       | 3:43  |
| 11. | Work Wit It                    | 2:46  |
| 12. | Say Ahh (feat. T-Breezy)       | 2:48  |
| 13. | I Get Around                   | 3:11  |
| 14. | No Bullshit                    | 4:07  |
| 15. | Twitter                        | 4:18  |
| 16. | How Low Can You Go             | 3:21  |
| 17. | T.Y.A.                         | 4:00  |
| 18. | I Wanna Rock                   | 1:49  |
| 19. | Perfume (feat. RichGirl)       | 3:54  |
| 20. | Sex                            | 4:06  |
| 21. | Glow in the Dark (Bonus-Track) | 3:36  |

## Rezeption
Das erste Mixtape Chris Browns erreichte durchschnittliche Kritiken. Beispielsweise schrieb ein Rezensent, dass das Album, trotz einiger Hits, sinnlos wirke. Brown müsse „einen Zahn zulegen“, wenn er momentan Teil der „Big League“ sein wolle. Der Autor einer Kritik für die Website „NeonLimelight“ war der Meinung, dass Fans von Chris Brown, welche an seine Popmusik gewöhnt seien, sicher enttäuscht sein werden. Allerdings, so der Autor, fänden auch diese einige Lieder, die ihnen gefallen könnten.